# Evippa turkmenica
Evippa turkmenica là một loài nhện trong họ Lycosidae.
Loài này thuộc chi Evippa. Evippa turkmenica được Sternbergs miêu tả năm 1979.